# Загон и порядок: Место прикступления
«Загон и порядок: Место прикступления» (англ. Claw and Hoarder: Special Ricktim’s Morty) — четвёртый эпизод четвёртого сезона американского мультсериала «Рик и Морти». Сценарий к эпизоду написал Джефф Лавнесс, а режиссёром выступил Энтони Чун.
Название эпизода отсылает к сериалу «Закон и порядок: Специальный корпус».
Премьера эпизода состоялась 8 декабря 2019 года в блоке Adult Swim на Cartoon Network. Эпизод посмотрели около 1,6 миллиона зрителей во время выхода в эфир.

## Сюжет
После того, как Морти приставал к нему, чтобы получить дракона, Рик неохотно заключает сделку с волшебником, который заключает договор души между Морти и драконом Бальтрамоном. Морти пытается поиграть с Бальтрамоном, но очевидно, что Бальтрамон не любит Морти. Возмущённый тем, что Бальтрамон повредил пол своим огненным храпом, Рик собирается изгнать дракона, но в конечном итоге они оба понимают, что у них много общего и непреднамеренно душевная связь. Затем прибывает Волшебник, обвиняя Бальтрамона в том, что он «дракон-шлюха», и забирает его для казни. Рик помогает Морти спасти Бальтрамона, поскольку душевная связь означает, что если Бальтрамон умрёт, то и он тоже. С помощью других «драконов-шлюх» Рик и Морти убивают Волшебника, освободив всех драконов от порабощения и разорвав душевные связи. Теперь, испытывая дискомфорт из-за того, насколько сексуальны драконы и цепкость Бальтрамона, Рик и Морти расстаются с драконом.
Между тем, Джерри встречает говорящего кота в своей спальне, но Рик настаивает, что он не имеет к этому никакого отношения. Кот убеждает Джерри отвезти его во Флориду, чтобы развлечься на пляжной вечеринке, но кот предаёт Джерри, обвиняя его в испражнении на пляже. Позже кот начинает надоедать всем на вечеринке, в результате чего их обоих выбрасывают. Рик и Джерри сканируют мозг кота, чтобы понять, почему он может говорить, и приходят в ужас от увиденного. Они прогоняют кота, и Рик стирает память Джерри об инциденте.
В сцене после титров говорящий кот пересекается с Бальтрамоном и спрашивает его, может ли он доставить его во Флориду.

## Отзывы
Джесси Шедин из IGN заявил, что «этот эпизод, к сожалению, входит в число самых больших промахов шоу». Стив Грин из IndieWire дал эпизоду оценку B, описав его как пародию на фантастическое кино, а два невероятных вклада приглашённых актеров поддерживают эту глупую главу на плаву.